# ساوس كاماييرا إي يامباييس
بلدية ساوس كاماييرا إي يامباييس (بالإسبانية: Saus, Camallera i Llampaies) هي بلدية تقع في مقاطعة جرندة التابعة لمنطقة كتالونيا شمال شرق إسبانيا.

## الديموغرافيا
بلغ عدد سكان بلدية ساوس كاماييرا إي يامباييس 780 نسمة عام 2011 (وفقاً للمعهد الوطني الإسباني للإحصاء).
| 703 | 702 | 719 | 733 | 760 | 768 | 780 |